# Ново-Николаевка (Рязанская область)
Ново-Николаевка — деревня в Михайловском районе Рязанской области России. Входит в состав Трепольского сельского поселения.

## География
Расположена при федеральной магистрали Р-22 Каспий (193-й километр)  в 83 км (по шоссе) на юго-запад от Рязани.
Основная жилая часть деревни находится примерно в 400 м южнее автодороги. 
Высота центра селения над уровнем моря — 186 м.
Почвы представляют собой деградированный чернозем. Подпочвой обычно служит лесс или лессовидный суглинок, подстилаемый глиной.

### Климат
Климат, как и во всем районе, умеренно-континентальный, характеризующийся теплым, но неустойчивым летом, умеренно-суровой и снежной зимой. Ветровой режим формируется под влиянием циркуляционных факторов климата и физико-географических особенностей местности. Атмосферные осадки на территории района определяются главным образом циклонической деятельностью и в течение года распределяются неравномерно.
Согласно статистике ближайшего крупного населённого пункта — г. Рязани, средняя температура января −7.0 °C (днём) / −13.7 °C (ночью), июля +24.2 °C (днём) / +13.9 °C (ночью).
Осадков около 553 мм в год, максимум летом. 
Вегетационный период около 180 дней.

## История
На карте 1800 года Новониколаевка ещё не обозначена.
В начале XX века входила в Михайловский уезд Рязанской губернии
На 1941 год в Новониколаевке было 54 домохозяйства, действовали сельсовет и школа.

## Население
| 2010 |
| ---- |
| 7    |

## Инфраструктура
Личное подсобное хозяйство с зоной сельскохозяйственного использования, индивидуальная застройка усадебного типа.

## Транспорт
Остановка общественного транспорта «Ново-Николаевка» находится на автомагистрали Каспий при въезде в деревню. Автобусное сообщение с областным центром и городом Тамбовом.  